# Leavitt-Ry-modellen
Leavitt-Ry-modellen beskriver förändring inom en organisation. Den bygger på forskning av Harold Leavitt, som senare utvecklades av Ry Nielsen. Modellen kom då att kallas Leavitt-Ry-modellen. 
Ursprungsmodellen syftar till att beskriva den förändring som sker inom en organisation när de fyra komponenterna (uppgifter, struktur, verktyg och teknologi samt aktörer) samspelar. Modellen kallas för Leavitts "öppna systemmodell". När Leavitt studerade organisationer drog han slutsatsen att organisationer är; "komplexa, dynamiska system med en egen utvecklings- och anpassningsförmåga". Modellen skapades som ett planeringsverktyg för att genomföra organisationsändringar. Modellens syfte är att visa hur de fyra olika komponenterna har ett dynamiskt sammanhang och att de har en inbördes påverkar på varandra .  
Leavitt-Ry-modellen bidrar till en enkelhet och överskådlighet som gjort att den använts mycket inom undervisning och även praktiskt inom verksamheter som genomdriver förändring. Denna modell spelar en viktig pedagogisk funktion i att beskriva vad förändringsagenten behöver ta hänsyn till och hur den påverkas av de olika faktorerna. Förändringsagenten är ofta en individ som har en högre position inom organisationen. Förändringsprocesser inom organisationer är, och kommer alltid vara, komplexa. Vikten av att se sambandet mellan mänskliga känslor och värderingar samt att uppmärksamma ekonomiska, tekniska och politiska aspekter är oerhört betydelsefullt. I en förändringsprocess är det sannolikt att det kommer finnas missnöjda medarbetare som, oavsett vilka de är och vilken position de har, kommer att göra motstånd . På grund av dessa aspekter kan man inte exakt förutsäga resultatet av en förändring. För att en förändring skall gå i en bestämd riktning behöver omgivning och interna komponenter samspela.

## Historia
Leavitts grundmodell utvecklades under 1960-talet och inspirerades av systemteorin. Modellen är lätt att förstå men kan vara svår att använda, detta då de fyra komponenterna är löst definierade. Den kan även bli lite för simpel att använda då organisationsändringar är komplicerade processer. Ry Nielsen utvecklade den öppna systemmodellen som Harold Leavitt tidigare tagit fram och skapade Leavitt-Ry-modellen. Ry Nielsen såg att ytterligare sex komponenter spelar in i förändringsprocessen.

## Modellens delar
De fyra komponenterna och dess förändringsagent (Leavitts öppna systemmodell)  
- Uppgifter - Huvuduppgifter och målsättning. Dessa uppgifter tas fram beroende på den målsättning organisationen har och beskriver vad som ska utföras. Några exempel kan vara tjänster, produktion och inköp.
- Struktur - Organisationens stabila element. Exempelvis organisationens hierarki, arbetsfördelning och kommunikationsmönster.
- Verktyg och teknologi - Omfattar teknologi, administrativa processer samt arbetsprocesser. Ett exempel på detta är hur ny teknologi/verktyg kan påverka den fysiska arbetskraften.
- Aktörer - Organisationens anställda. Dess kunskaper och färdigheter. De anställda bildar både formella och informella nätverka och team.
- Förändringsagent - Ledningen för förändringsprocessen. Innehar en roll att påverka och hålla samman förändringsprocessen. Samt ser till att samtliga fyra komponenter medverkar i förändringen [7].

Modellens komponenter har ett beroendeförhållande till varandra och ingen enskild komponent kan bearbetas isolerat. När förändring sker i en av komponenterna kan en så kallad smittoeffekt uppstå. Den här smittoeffekten kan inte styras.
Utöver ovan nämnda komponenter tillsammans med förändringsagenten lade Ry till följande aspekter. Dess spelar en viktig roll i en organisations förändring:
- Omvärlden - Individer, samhället och marknaden utanför organisationen i fråga
- Historia - Organisationens bakgrund och historia spelar in då detta sätter sina spår i utvecklingen
- Organisationskultur - Gemenskap, normer och intressen bland individerna
- Vision- värderingar och mål - Organisationens mål, framtidsönskan och bilden av hur man vill framstå
- Belöningssystem - Hur medarbetare som individ och grupp skall belönas
- Fysiska ramar - Geografi, layout och design [8][9]

## Orsaker till förändring
Leavitt-Ry modellen åskådliggör olika delar (externa och interna) som sätter fart på förändringsprocessen inom en organisation. Nedan nämns några av dem. 
Externa:
1. Teknisk utveckling
2. Trender och efterfrågan
3. Lagar
4. Sociala och kulturella förändringar
5. Konkurrens och nya innovationer

Interna:
1. Nya produkter
2. Nya lokaler och kontor
3. Ny ledning/styrelse
4. Ny kompetens och träningsprogram